# Pachycytes coadnata
Pachycytes coadnata là một loài bọ cánh cứng trong họ Cerambycidae.